# Géranium de Bohème
Geranium bohemicum
Espèce
Classification phylogénétique
Le Géranium de Bohème (Geranium bohemicum L ou encore Geranium caelureum Moench), geranio di Boemia en italien, Böhmischer Storchschnabel en allemand et Bohemian Crane's-bill en anglais est une plante de la famille des Géraniacées.

## Description
C'est une plante herbacée de 20 à 30 cm de haut à feuilles découpées.

## Caractéristiques

### Organes reproducteurs
- Couleur dominante des fleurs : violacé
- Période de floraison à partir de mars
- Inflorescence : racème de cymes unipares hélicoïdes
- Sexualité : hermaphrodite
- Pollinisation : entomogame, autogame
- Fruit : capsule.
- Dissémination : épizoochore

### Habitat et répartition
Cette plante annuelle européenne pionnière des haies et des lisières est une plante pyrophyte : elle a besoin du feu pour se régénérer en provoquant des réactions chimiques et thermiques qui favorisent la germination des graines après un incendie.
L'inventaire national du patrimoine naturel le montre peu répandu et menacé en France ; il est protégé en région Provence-Alpes-Côte d'Azur (Article 1).